# Richard Bradley (botaniste)
 (mars 2023).
Si vous disposez d'ouvrages ou d'articles de référence ou si vous connaissez des sites web de qualité traitant du thème abordé ici, merci de compléter l'article en donnant les références utiles à sa vérifiabilité et en les liant à la section « Notes et références ».
Pour les articles homonymes, voir Richard Bradley et Bradley.

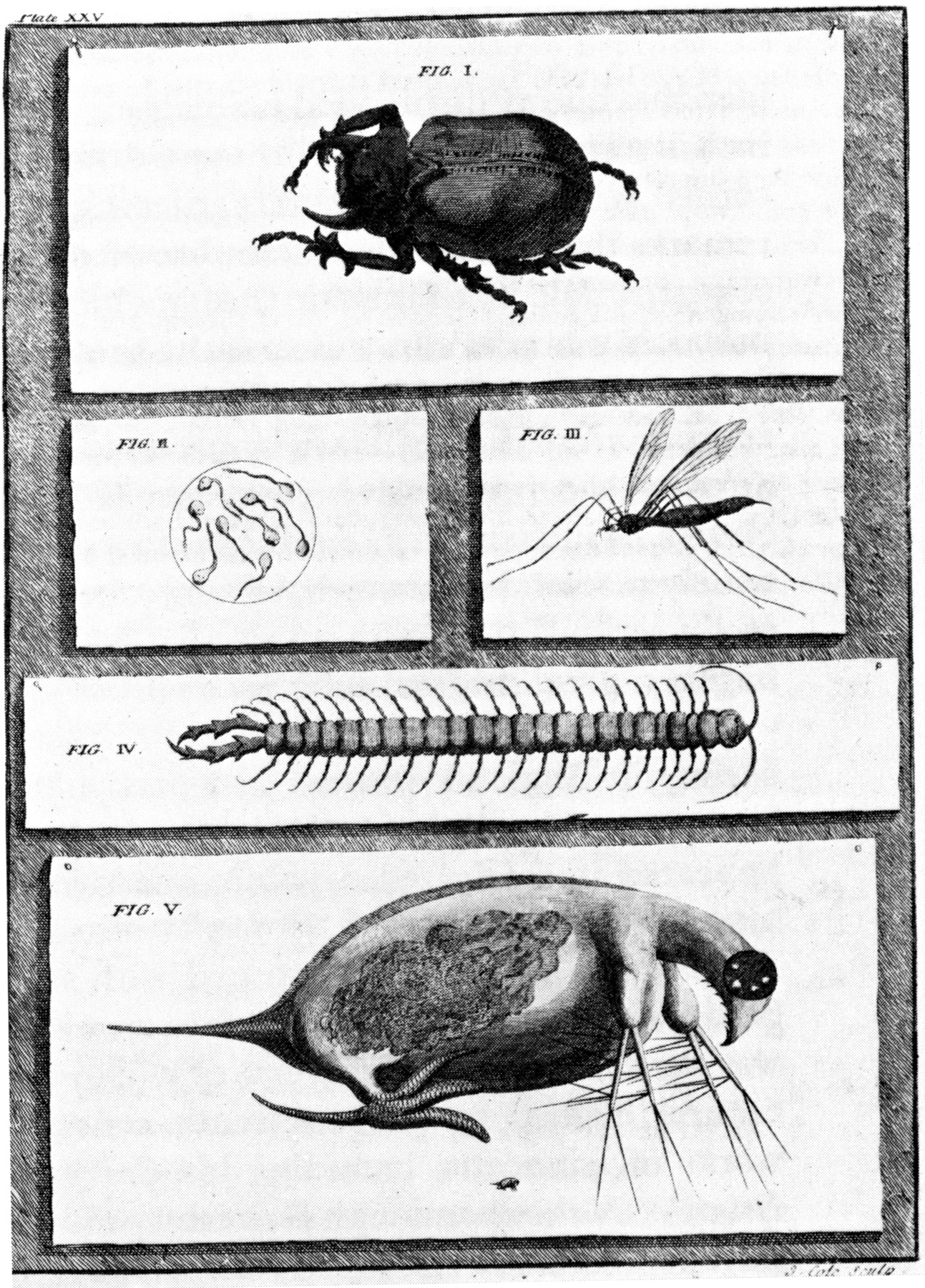
Insectes et animalcules des eaux de la Tamise observés au microscope par R. Bradley (planche extraite de Philosophical Account of the Works of Nature.

Richard Bradley est un botaniste et un naturaliste britannique, né en 1688 et mort le 5 novembre 1732 à Cambridge.

## Biographie

### Carrière professionnelle
Bradley devient professeur de botanique à l’université de Cambridge en 1724 puis donne des cours de matière médicale en 1727. Membre de la Royal Society en 1712, il s’intéresse à la génération des plantes et à l’anatomie des végétaux. Il fait paraître plus de vingt publications entre 1716 à 1730 principalement consacrées à l’agriculture et l’horticulture.

## Principaux ouvrages
- A Treatise on Succulent Plants (1710).
- New Improvements of Planting and Gardening both Philosophical and Practical (1717, plusieurs fois réédité jusqu’en 1731 ; traduction française publiée en 1756).
- The History of Succulent Plants (1717).
- A General Treatise on Husbandry and Gardening (1723).
- A survey of Ancient Husbandry and Gardening Collected from the Greeks and Romans (1725).
- The Riches of a Hop Garden Explained (1729).
- A Dictionary of Plants, Their Description and Use (1747).

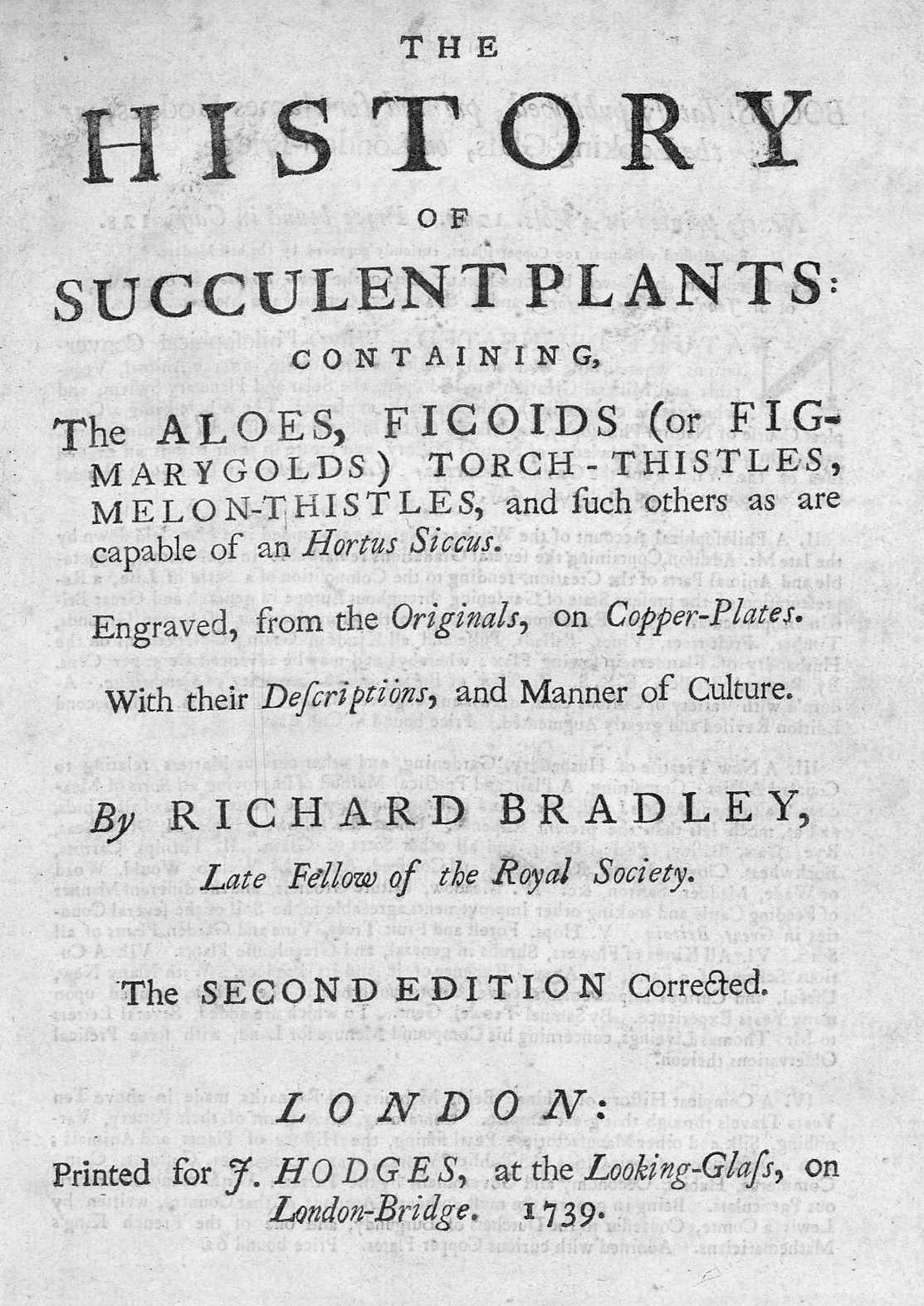
The History of succulent plants, 1739